# Norfolk (Nova York)
Norfolk és una concentració de població designada pel cens dels Estats Units a l'estat de Nova York. Segons el cens del 2000 tenia 1.334 habitants.

## Demografia
Segons el cens del 2000, Norfolk tenia 1.334 habitants, 558 habitatges, i 362 famílies. La densitat de població era de 192,2 habitants per km².
Dels 558 habitatges en un 28,3% hi vivien nens de menys de 18 anys, en un 47,5% hi vivien parelles casades, en un 11,8% dones solteres, i en un 35,1% no eren unitats familiars. En el 29,4% dels habitatges hi vivien persones soles el 17,9% de les quals corresponia a persones de 65 anys o més que vivien soles. El nombre mitjà de persones vivint en cada habitatge era de 2,38 i el nombre mitjà de persones que vivien en cada família era de 2,9.
Per edats la població es repartia de la següent manera: un 23,9% tenia menys de 18 anys, un 8,2% entre 18 i 24, un 26,5% entre 25 i 44, un 22,5% de 45 a 60 i un 18,9% 65 anys o més.
L'edat mediana era de 39,5 anys. Per cada 100 dones de 18 o més anys hi havia 88,7 homes.
La renda mediana per habitatge era de 24.722 $ i la renda mediana per família de 31.307 $. Els homes tenien una renda mediana de 29.868 $ mentre que les dones 14.961 $. La renda per capita de la població era de 1.4.946 $. Entorn del 14,9% de les famílies i el 20,9% de la població estaven per davall del llindar de pobresa.